# Urdax
Urdax (cooficialmente en euskera: Urdax pronunciado [ur'daʃ]) es una villa y municipio español de la Comunidad Foral de Navarra, situado en la merindad de Pamplona, y a 80 km de la capital de la comunidad, Pamplona. Su población en 2018 fue de 355 habitantes (INE).

## Toponimia
Mikel Belasko piensa que el nombre más antiguo de la población era Urdax. Urdax sería una variante de Urdaiz. Sería por tanto uno de esos topónimos vasconavarros de los que acaban en terminación -iz y que suelen ir unido a un antiguo nombre de persona: Urda en este caso.
Según Belasko el actual nombre vasco del pueblo se habría derivado del original Urdax, al habérsele añadido la palabra zubi ('puente'). Urdazubi significa 'puente de Urdax'. En castellano se habría conservado la variante más antigua del nombre.
Desde 1989 el topónimo oficial es Urdazubi/Urdax.

## Símbolos
El escudo de armas de la villa de Urdax tiene el siguiente blasón:

Trae de azur con un báculo abacial de oro puesto en banda, acompañado de un creciente ranversado de plata, en jefe, y de una estrella de oro de ocho puntas, en punta.

## Geografía
Urdax se encuentra situado al norte de la Comunidad Foral de Navarra dentro de región geográfica de la Montaña de Navarra y la comarca de Baztán a una altitud de 94 m s. n. m. Su término municipal tiene una superficie de 7,67 km² y limita al norte con Francia, al este y sur con el municipio de Baztán y al oeste con los de Zugarramurdi y Baztán.

### Clima
El clima es de tipo oceánico templado y se caracteriza por tener débiles oscilaciones térmicas con unas temperaturas medias anuales que oscilan entre los 13° y 14 °C. Las precipitaciones son regulares y abundantes produciéndose al año unos 170 días lluviosos que registran entre 1.800 y 2.000 mm. La evapotranspiración potencial está en torno a unos 650 mm.

### Barrios
El municipio está compuesto por los siguientes barrios:
- Urdax. Es la capital del municipio y tiene rango histórico de villa.
- Alquerdi.
- Dancharinea. Es el barrio más conocido del municipio ya que se encuentra en el paso fronterizo con Francia.
- Landíbar.
- Leorlás. Barrio donde se sitúan las cuevas de Ikaburu o de Urdax.
- Tejería.
- Iribere
- Larrainta

## Demografía
Urdax cuenta con una población de 364 habitantes (INE 2024).
| Gráfica de evolución demográfica de Urdax entre 1842 y 2021 |
| |
| Población de derecho según los censos de población del INE Población de hecho según los censos de población del INEEn este censo se denominaba Urday: 1842 En estos censos se denominaba Urdax: 1857, 1860, 1877, 1887, 1897, 1900, 1910, 1920, 1930, 1940, 1950, 1960, 1970 y 1981 |

### Distribución de la población
El municipio se divide en las siguientes entidades de población, según el nomenclátor de población publicado por el INE (Instituto Nacional de Estadística). Los datos de población se refieren a 2014
| Entidad de Población | Población (2014) |
| -------------------- | ---------------- |
| Alquerdi             | 85               |
| Dancharinea          | 45               |
| Landíbar             | 66               |
| Leorlás              | 96               |
| Tejería              | 19               |
| Urdax                | 81               |

## Administración y política
| Mandato   | Nombre del alcalde        | Partido político |
| --------- | ------------------------- | ---------------- |
| 2003-2007 | ND                        | ND               |
| 2007-2011 | Santiago Villares Otheguy | Independiente    |
| 2011-2015 | Santiago Villares Otheguy | Independiente    |
| 2015-2019 | Santiago Villares Otheguy | Independiente    |

## Cultura

### Patrimonio
El monasterio de San Salvador, construido entre los siglos II y III, consta desde la Edad Media. Inicialmente era un hospital de peregrinos atendido por los canónigos de San Agustín.
- Cuevas de Ikaburu o de Urdax.
- Molino de Urdax (1715).
- Caserío Axular. Casa natal del escritor Pedro Aguerre, Axular.

### Fiestas y eventos
Las fiestas se celebran durante el mes de mayo. Su día grande es el jueves de la Ascensión.

### En la literatura
El protagonista de la tercera serie de los Episodios nacionales de Benito Pérez Galdós, Fernando Calpena, nació en Urdax, si bien se crio en Vera de Bidasoa.

### Leyendas
Las gentes de Urdax pensaban que las cuevas de Ikaburu estaban habitadas por lamias, seres de la mitología vasca similares a las sirenas, que habitan en los ríos. Las lamias se reunían en el Salón de Recepciones que se encuentra nada más entrar en las cuevas. Se piensa que el buen estado de conservación de las cuevas se debe precisamente a que la gente del pueblo no entraba en las cuevas por miedo a las lamias.

## Personas destacadas
- Pedro de Aguerre y Azpilicueta, Axular (1556-1644): escritor en lengua vasca.
- Bruno de Echenique Garmendia (1820-1893): escritor y lingüista.